# Reginald Wells-Pestell
Reginald Alfred Wells-Pestell, baron Wells-Pestell, (27 janvier 1910 - 17 janvier 1991) est un travailleur social britannique et un homme politique du Parti travailliste.

## Biographie
Né Reginald Pestell, il obtient un diplôme en sciences économiques et sociales de l'Université de Londres avant de travailler comme agent de probation pendant quinze ans. Pendant la Seconde Guerre mondiale il sert dans la Home Guard en tant qu'officier d'entraînement aux armes.
En 1946, il entre en politique locale lorsqu'il est élu au conseil municipal de Stoke Newington et au conseil du comté de Londres. Il est maire de Stoke Newington de 1947 à 1949.
Il fait quatre tentatives infructueuses pour entrer à la Chambre des communes. Aux élections générales de 1950 et 1951, il se présente à Hornsey et aux élections générales de 1955 à Taunton. Sa dernière tentative a lieu lors de l'élection partielle de Taunton en 1956, lorsqu'il est battu de 657 voix par le conservateur Edward du Cann.
Il s'installe dans le Suffolk et devient membre du conseil du comté d'East Suffolk. Il est créé pair à vie le 10 mai 1965 en prenant le titre de baron Wells-Pestell, de Combs dans le comté de Suffolk. Il épouse Irene Wells en 1935 et combine leurs noms de famille dans son titre, prenant également le nom du village du Suffolk dans lequel il vivait. Il est porte-parole chez les Lords pour le ministère de la Santé et de la Sécurité sociale en 1979, devenant par la suite whip junior lorsque le Parti travailliste entre dans l'opposition. À partir de 1981, il est vice-président de la Chambre des lords. Il est nommé CBE dans les honneurs d'anniversaire de 1988 pour services rendus aux comités parlementaires.
Il est décédé, à l'âge de 80 ans, quelques heures après sa femme.